# Camí vell de Pessonada a Hortoneda
El Camí vell de Pessonada a Hortoneda és un camí del terme de Conca de Dalt, al Pallars Jussà, a l'antic terme d'Hortoneda de la Conca, a l'àmbit dels pobles de Pessonada i Hortoneda.